# André Hekking
André Hekking (Bordeus, 30 de desembre de 1866 - París, 14 de desembre de 1925) fou un violoncel·lista francès, cosí del també violoncel·lista Gérard.
Fou deixeble del seu oncle Charles, també músic notable, i als quinze anys emprengué una excursió per Espanya, i davant els aplaudiments recollits es decidí a visitar les principals ciutats de la resta d'Europa.
El 1919 fou nomenat professor del Conservatori de París, on entre d'altres alumnes tingué al finès Yrjö Selin. Per la puresa i robustesa del so i depurat estil Hekking fou un dels més notables artistes de la seva època.